# 关于抓革命促生产的通知 (1974年)
《关于抓革命促生产的通知》，又称《中共中央关于抓革命促生产的通知》，是中共中央于1974年7月1日发出的通知。通知发出后，批林批孔运动基本偃旗息鼓。

## 内容
擅离职守的人员要返回工作岗位；群众提出的劳动工资和经济政策的问题，一律批林批孔运动后期解决；“不为错误路线生产”的错误言论要加以批驳；各级党委要认真检查经济计划执行情况，制定措施。